# Список депутатов Верховного Совета БАССР 3-го созыва
Депутаты Верховного Совета БАССР третьего созыва (216 депутатов).
Верховный Совет Башкирской АССР был образован согласно Конституции БАССР 1937 года. Верховный Совет Башкирской АССР является высшим органом государственной власти в Башкирской АССР, правомочным решать все вопросы, отнесенные Конституцией СССР, Конституцией РСФСР и Конституцией Башкирской АССР к ведению Башкирской АССР. Деятельность Верховного Совета Башкирской АССР основывается на коллективном, свободном, деловом обсуждении и решении вопросов, гласности, регулярной отчетности перед Верховным Советом Башкирской АССР создаваемых им органов, широком привлечении граждан к управлению государственными и общественными делами, постоянном учете общественного мнения.
Осуществление Верховным Советом Башкирской АССР своих полномочий строится на основе активного участия в его работе каждого депутата Верховного Совета Башкирской АССР. Депутат осуществляет свои полномочия, не порывая с производственной или служебной деятельностью.
До 1970-х годов Верховный Совет Башкирской АССР размещался по адресу: БАССР, г. Уфа, ул. Пушкина, д. 106.
Среди районов БАССР назван Куюргазинский, однако он до 1992 года именовался Кумертауский.
Список депутатов Верховного Совета БАССР третьего созыва:
- Кадыров, Имам-Гали Галимович, Председатель Верховного Совета БАССР, Заводской избирательный округ № 14, г. Уфа
- Волков, Иван Иванович, заместитель Председателя Верховного Совета БАССР, Серменевский избирательный округ № 46, Белорецкий район
- Галикеева Райфа Кашафутдиновна, заместитель Председателя Верховного Совета БАССР, Буздякский избирательный округ № 147, Буздякский район
- Абдеев, Заки Ахметсулатович, Айбулякский избирательный округ № 170, Янаульский район
- Абдикеев, Масгут Миргалимович, Кармаскалинский избирательный округ № 91, Кармаскалинский район
- Абдулхакимов, Абдулхак Нагимович, Бурзянский избирательный округ № 58, Бурзянский район
- Абдульманова, Манавара Адыловна, Инзерский избирательный округ № 90, Архангельский район
- Авальбаева Юмабика Муллахметовна, Баймакский избирательный округ № 51, Баймакский район
- Авзалов, Низамутдин, Авзалович, Кандринский избирательный округ № 126, Кандринский район
- Айгузина, Марина Айгузиновна, Чураевский избирательный округ № 184, Мишкинский район
- Алексеев, Павел Демьянович, Кальтовский избирательный округ № 197, Иглинский район
- Алфеева Вера Николаевна, Янаульский избирательный округ № 173, Янаульский район
- Ардеев, Агзам Фархулисламович, Карановский избирательный округ № 148, Буздякский район
- Арсланов, Габдрахман Саванихович, Юмакаевский избирательный округ № 162, Бураевский район
- Аскаров, Ишбулды Галеевич, Зириклинский избирательный округ № 132, Шаранский район
- Ахмадеев, Мухамет Шайхутдинович, Зианчуринский избирательный округ № 60, Зианчуринский район
- Ахметов, Хайрулла Нургалеевич, Худайбердинский избирательный округ № 67, Юмагузинский район
- Аширов, Мухаметгалей Гарифович, Хайбуллинский избирательный округ № 56, Хайбуллинский район
- Бабуркин, Никита Иванович, Ново-Нагаевский избирательный округ № 168
- Багаутдинова, Мадина Тимергалеевна, Дюртюлинский избирательный округ № 141, Дюртюлинский район
- Бадамшин, Ахметзян Бадамшинович, Мавлютовский избирательный округ № 183, Мишкинский район
- Байрак , Константин Алексеевич, Октябрьский избирательный округ № 42, г. Октябрьский
- Бакаев, Николай Михайлович, Красноусольский избирательный округ № 82, Гафурийский район
- Бакеев, Юсуп Гайсович, Туканский избирательный округ № 47, Белорецкий район
- Баранова, Елена Валериановна, Шемякский избирательный округ № 97, Уфимский район
- Баранов, Ефрем Харитонович, Туймазинский избирательный округ № 128, Туймазинский район
- Батырова, Банат Хайрулловна, Сахаевский избирательный округ № 92, Кармаскалинский район
- Баширина, Ксения Семеновна, Бедеево-Полянский избирательный округ № 191, Покровский район
- Белоусов, Иван Михайлович, Мрясимовский избирательный округ № 186, Байкибашевский район
- Бердина, Ефросинья Николаевна, Иглинский избирательный округ № 195, Иглинский район
- Бердин, Габдулгалим Худайбердинович, Талбазинский избирательный округ № 153, Кушнаренковский район
- Берия, Лаврентий Павлович, Центральный избирательный округ № 31, г. Ишимбай
- Бердин, Гали Иркабаевич, Сайрановский избирательный округ № 81, Макаровский район
- Бикбов, Сарвай Шайбакович, Бирский избирательный округ № 157, Бирский район
- Биктимерова, Хамида Сахиевна, Зилим-Карановский избирательный округ № 85, Гафурийский район
- Бритов, Иван Григорьевич, Тирлянский избирательный округ № 38, г. Белорецк
- Булганин, Николай Александрович, Первомайский избирательный округ № 29, г. Стерлитамак
- Буляков, Искандар Ахмедьянович, Совхозный избирательный округ № 45, Учалинский район
- Вагапов, Сабир Ахмедьянович, Сибаевский избирательный округ № 53, Баймакский район
- Валеева Бану Нургалеевна, Октябрьский избирательный округ № 5, г. Уфа
- Валеев, Галимзян Шайхилисламович, Затонский избирательный округ № 10, г. Уфа
- Валиев, Хадый Валиевич, Нижне-Услинский избирательный округ № 76, Стерлитамакский район
- Васильев, Павел Ефимович, Кош-Елгинский избирательный округ № 117, Бижбулякский район
- Вахитов, Гафур Шакурович, Аскаровский избирательный округ № 49, Абзелиловский район
- Вахитов, Нурий Имамутдинович, Ново-Нагаевский избирательный округ № 168, Краснокамский район
- Вахрушев, Георгий Васильевич, Горьковский избирательный округ № 6 г. Уфа
- Ворошилов, Климент Ефремович, Ленинский избирательный округ № 7, г. Уфа
- Габдразакова, Фархинур Габдразаковна, Урмиязовский избирательный округ № 176, Аскинский район
- Габитов, Сагит Аитбаевич, Тубинский избирательный округ № 54, Баймакский район
- Галеев, Файзи Миннигалеевич, Орловский избирательный округ № 171, Янаульский район
- Галикеев, Габидулла Хакимович, Турсагалинский избирательный округ № 87, Аургазинский район
- Галимов, Лукман Галимович, Старо-Тураевский избирательный округ № 120, Ермекеевский район
- Галимов, Давлет Галимович, Балтачевский избирательный округ № 179, Балтачевский район
- Галилуллина, Самсиямал Сафиуллиновна, Ташбулатовский избирательный округ № 50, Абзелиловский район
- Галлямова, Фатыма Галлямовна, Мишкинский избирательный округ № 182, Мишкинский район
- Галлямов, Мугир Кучербаевич, Аксаковский избирательный округ 123, Белебеевский район
- Галяутдинов, Габдулла Галяутдинович, Старо-Калмашевский избирательный округ № 145, Чекмагушевский район
- Ганеева Нурзида Файдрахмановна, Шаранский избирательный округ № 131, Шаранский район
- Гараева Зигания Салимгараевна, Курдымский избирательный округ № 175, Татышлинский район
- Гареев, Нургалей Миннигалеевич, Табынский избирательный округ № 83, Гафурийский район
- Гаршин, Василий Павлович, Араслановский избирательный округ № 103, Чишминский район
- Гатауллин, Шаих Мурзинович, Поляковский избирательный округ № 43, Учалинский район
- Гашев, Андрей Дмитриевич, Карлыхановский избирательный округ № 208, Белокатайский район
- Герасимов, Александр Силантьевич, Ждановский избирательный округ № 2, г. Уфа
- Гизатуллина, Кашифа Кинзябаевна, Миякибашевский избирательный округ № 115, Миякинский район
- Гильманшина, Гульбадиян Тимергалеевна, Бураевский избирательный округ № 161, Бураевский район
- Гильманов, Суфьян Гильманович, Больше-Устьикинский избирательный округ № 206, Мечетлинский район
- Гимаев, Сахаб Зиляевич, Нарышевский избирательный округ № 40, г. Октябрьский
- Григорьев, Захар Борисович, Советский избирательный округ № 35, г. Белорецк
- Гумеров, Салих Гаттарович, Салаватский избирательный округ № 202, Салаватский район
- Гусева Вера Фёдоровна, Аитовский избирательный округ № 118, Бижбулякский район
- Давлетбаев, Давлеткул Давлетбаевич, Шингак-Кульский избирательный округ № 101, Чишминский район
- Данилко, Георгий Петрович, Южный избирательный округ № 26, г. Стерлитамак
- Даутова, Гульзиган Ахметгалиевна, Стерлибашевский избирательный округ № 73, Стерлибашевский район
- Денисов, Алексей Алексеевич, Ново-Артаульский избирательный округ № 169, Янаульский район
- Деньмухаметов, Муллагалей Арасланович, Покровский избирательный округ № 192, Покровский район
- Диченко, Иван Титович, Ждановский избирательный округ № 19, г. Черниковск
- Должных, Вениамин Николаевич, Шакшинский избирательный округ № 99, Уфимский район
- Драпеко, Яков Ефимович, Булгаковский избирательный округ № 96, Уфимский район
- Емельянов, Григорий Гаврилович, Приютовский избирательный округ № 121, Ермекеевский район
- Еникеев, Шараф Хабибрахманович, Ново-Балтачевский избирательный округ № 146, Чекмагушевский район
- Еркеев, Идиатша Ахметшович, Калтасинский избирательный округ № 164, Калтасинский район
- Жилкин, Василий Фёдорович, Заводской избирательный округ № 52, Баймакский район
- Жуков, Михаил Дмитриевич, Тавтимановский избирательный округ № 198, Иглинский район
- Загафуранов, Файзрахман Загафуранович, Маядыковский избирательный округ № 143, Дюртюлинский район
- Закиров, Рауф Абдулхакович, Нефтепромысловый избирательный округ № 39, г. Октябрьский
- Залавин, Константин Петрович, Демский избирательный округ № 15, г. Уфа
- Зарипов, Зиннур Зарипович, Карамалы-Губеевский избирательный округ № 127, Кандринский район
- Иблеева, Рашида Ягафаровна, Шариповский избирательный округ № 156, Кушнаренковский район
- Ибрагимова, Ракия Салимьяновна, Ахмеровский избирательный округ № 870, Макаровский район
- Иванов, Николай Иванович, Баженовский избирательный округ № 158, Бирский район
- Изгин, Закир Искандарович, Кугарчинский избирательный округ № 62, Кугарчинский район
- Исякаев, Мухаметгалий Хайбуллович, Матраевский избирательный округ № 55, Матраевский район
- Ихсанова, Ракия Галиахметовна, Юмагузинский избирательный округ № 66, Юмагузинский район
- Ишмухаметов, Исмагил Хазнахметович, Фрунзенский избирательный округ № 1, г. Уфа
- Каганов, Гайфулла Гарифуллич, Рсаевский избирательный округ № 138, Илишевский район
- Камаев, Ахмет Камаевич, Старо-Куручевский избирательный округ № 137, Бакалинский район
- Камалов, Хамис Камалович, Агардинский избирательный округ № 150, Благоварский район
- Каменев, Петр Ильич, Архангельский избирательный округ № 89, Архангельский район
- Капустин, Николай Иванович, Горьковский избирательный округ № 6, г. Уфа
- Каримов, Мустафа Сафич, Ждановский избирательный округ № 2 г. Уфы
- Каримский, Муса Файзрахманович, Миякинский избирательный округ № 113, Миякинский район
- Князькина, Александра Филипповна, Мраковский избирательный округ № 61, Кугарчинский район
- Коваленко, Константин Иосифович, Промысловый избирательный округ № 32, г. Ишимбай
- Колотыгин, Михаил Степанович, Нижне-Троицкий избирательный округ № 130, Туймазинский район
- Корольков, Василий Герасимович, Комсомольский избирательный округ № 41, г. Октябрьский
- Коротин, Фёдор Петрович, Михайловский избирательный округ № 75, Стерлитамакский район
- Костромина, Пелагея Фёдоровна, Бузюровский избирательный округ № 135, Бакалинский район
- Кошелев, Алексей Львович, Краснознаменский избирательный округ № 30, г. Стерлитамак
- Крицкая Зинаида Ивановна, Улу-Телякский избирательный округ № 199, Улу-Телякский район
- Кудашев, Сайфи Фаттахович, Ново-Троицкий избирательный округ № 102, Чишминский район
- Курбангулов, Хаби Лукманович, Чекмагушевский избирательный округ № 144, Чекмагушевский район
- Кусаева Бика Хаировна, Нижегородский избирательный округ № 9, г. Уфа
- Кутлыкаева, Сакий Кутлыкаевна, Красно-Холмский избирательный округ № 165, Калтасинский район
- Любушкин, Виктор Васильевич, Наумовский избирательный округ № 78, Стерлитамакский район
- Мавлютова, Магрифа Закиевна, Абдрашитовский избирательный округ № 112, Альшеевский район
- Мазитов, Файзулла Галеевич, Ермолаевский избирательный округ № 63, Куюргазинский район
- Максютова, Фагиля Лутфуллиновна, Старо-Баишевский избирательный округ № 142, Дюртюлинский район
- Маленков, Георгий Максимилианович, Кировский избирательный округ № 4, г. Уфа
- Мамлеев, Шарифьян Шаяхметович, Кузеевский избирательный округ № 149, Буздякский район
- Масленников, Антип Федорович, Давлекановский избирательный округ № 104, Давлекановский район
- Микоян Анастас Иванович, Володарский избирательный округ № 13, г. Уфа
- Миньяров, Шараф Зелеевич, Центральный избирательный округ № 27, г. Стерлитамак
- Михайлов, Яков, Ермолаевич, Фёдоровский избирательный округ № 71, Фёдоровский район
- Мозговой, Василий Емельянович, Молотовский избирательный округ № 12, г. Уфа
- Молотов, Вячеслав Михайлович, Молотовский избирательный округ № 18, г. Черниковск
- Мубаряков, Араслан Кутлыахметович, Красноключевский избирательный округ № 190, Нуримановский район
- Мурсалимова, Ханифа Сафеевна, Учалинский избирательный округ № 44, Учалинский район
- Мустафин, Киям Халилович, Абзановский избирательный округ № 59, Абзановский район
- Мухаметзянова, Факия Мухаметзяновна, Байкибашевский избирательный округ № 185, Байкибашевский район
- Мухлисова, Дания Мухлисовна, Ново-Балтачевский избирательный округ № 180, Балтачевский район
- Набиуллин, Валей Габеевич, Языковский избирательный округ № 151, Благоварский район
- Назаров, Михаил Семенович, Железнодорожный избирательный округ № 11, г. Уфа
- Наймушина, Татьяна Елизаровна, Кигинский избирательный округ № 209, Кигинский район
- Насибуллин, Гарифулла Мухамадуллович, Арслановский избирательный округ № 74, Стерлибашевский район
- Нафиков, Фасхетдин Ялалетдинович, Менеуз-Тамакский избирательный округ № 114, Миякинский район
- Никитин, Петр Иванович, Зирганский избирательный округ № 70, Мелеузовский район
- Николаев, Василий Семенович, Шаран-Баш-Князевский избирательный округ № 133, Шаранский район
- Нуриев, Зиян Нуриевич, Тубинский избирательный округ № 54
- Овчаренко, Василий Моисеевич, Октябрьский избирательный округ № 36, г. Белорецк
- Окулова, Раиса Константиновна, Матросовский избирательный округ № 20, г. Черниковск
- Осадченко, Иван Романович, Строительный избирательный округ № 25, г. Черниковск
- Осипов, Александр Ильич, Бижбулякский избирательный округ № 116, Бижбулякский район
- Ососкова, Ксения Афанасьевна, Красноярский избирательный округ № 98, Уфимский район
- Павлов, Федор Максимович, Ленинский избирательный округ № 105, Давлекановский район
- Пакуев, Григорий Михайлович, Мелеузовский избирательный округ № 69, Мелеузовский район
- Пацурия, Шалва Мелитонович, Салаватский избирательный округ № 16, г. Черниковск
- Приходько, Александр Никифорович, Дуванский избирательный округ № 203, Дуванский район
- Пономарева Зоя Осиповна, Аскинский избирательный округ № 177, Аскинский район
- Попкова, Елизавета Степановна, Воскресенский избирательный округ № 68, Воскресенский район
- Попков, Потап Емельянович, Дзержинский избирательный округ № 21, г. Черниковск
- Порозов, Алексей Яковлевич, Кельтеевский избирательный округ № 166, Калтасинский район
- Поролов, Петр Поликарпович, Нижне-Лемезинский избирательный округ № 200, Улу-Телякский район
- Поскребышев, Александр Николаевич, Белебеевский избирательный округ № 122, Белебеевский район
- Рафиков, Габбас Габдрафикович, Алайгировский избирательный округ № 93, Кармаскалинский район
- Рогожин, Александр Данилович, Раевский избирательный округ № 108, Альшеевский район
- Рогожина, Елена Ивановна, Левобережный избирательный округ № 33, г. Ишимбай
- Рудакова, Елена Ивановна, Сталинский избирательный округ № 17, г. Черниковск
- Русанов, Афанасий Сергеевич, Осиновский избирательный округ № 160, Бирский район
- Рыжикова, Мария Михайловна, Карадельский избирательный округ № 187, Караидельский район
- Рябов, Федор Андреевич, Старо-Базановский избирательный округ № 159, Бирский район
- Сабитов, Ахмет, Кумертауский избирательный округ № 64, Куюргазинский район
- Саитбатталов, Сулейман Фахретдинович, Челкаковский избирательный округ № 163, Бураевский район
- Саитов, Хамит Шагибакович, Салаватский избирательный округ № 34, г. Ишимбай
- Саматов, Хусаин Зайнуллич, Аксеновский избирательный округ № 111, Альшеевский район
- Самосюк, Алексей Игнатьевич, Белокатайский избирательный округ № 207, Белокатайский район
- Сарычев, Николай Николаевич, Магинский избирательный округ № 188, Караидельский район
- Сафина, Асия Сафиновна, Арляновский избирательный округ № 172, Янаульский район
- Сахаутдинова, Мастюра Низамовна, Ермекеевский избирательный округ № 119, Ермекеевский район
- Саяпов, Тимир Шаймухаметович, Толбазинский избирательный округ № 86, Аургазинский район
- Сиразетдинова, Магира Низамутдиновна, Охлебининский избирательный округ № 196, Иглинский район
- Смирнова, Валентина Алексеевна, Аслыкульский избирательный округ № 107, Давлекановский район
- Соловейкина, Клавдия Матвеевна, Благовещенский сельский избирательный округ № 194, Благовещенский район
- Сталин, Иосиф Виссарионович, Сталинский избирательный округ № 8, г. Уфа
- Степаненко, Иван Денисович, Преображенский избирательный округ № 77, Стерлитамакский район
- Сторицына, Таисия Васильевна, Северо-Западный избирательный округ № 28, г. Стерлитамак
- Султанова, Фаина Гареевна, Татышлинский избирательный округ № 174, Татышлинский район
- Султанов, Ахмадей Сафуанович, Петровский избирательный округ № 79, Макаровский район
- Султанов, Рахим Хабибуллинович, Старо-Тукмаклинский избирательный округ № 155, Кушнаренковский район
- Сысолятин, Павел Аполосович, Бакалинский избирательный округ № 134, Бакалинский район
- Тагирова, Фариха Галлямовна, Благоварский избирательный округ № 152, Благоварский район
- Тайгильдина, Фаина Степановна, Бишкаинский избирательный округ № 88, Аургазинский район
- Терегулов, Тимир Булатович, Шахтинский избирательный округ № 109, Альшеевский район
- Тимченко, Григорий Матвеевич, Месягутовский избирательный округ № 204, Дуванский район
- Уразбаев, Насыр Рафикович, Янгизкаиновский избирательный округ № 84, Гафурийский район
- Уразбахтин, Нурулла Хабибрахманович, Чишминский избирательный округ № 100, Чишминский район
- Усманов, Галлям Мугалимович, Инзерский избирательный округ № 48, Белорецкий район
- Фазылова, Мастура Фазыловна, Советский избирательный округ № 3, г. Уфа
- Фархутдинова, Мунира Саляховна, Свердловский избирательный округ № 22, г. Черниковск
- Фахретдинов, Шайдулла Фахретдинович, Старо-Туймазинский избирательный округ № 129, Туймазинский район
- Фахретдинов, Юсуп Фахретдинович, Лемезтамакский избирательный округ № 205, Мечетлинский район
- Файзуллина, Василя Инсафутдиновна, Аделькинский избирательный округ № 124, Белебеевский район
- Хакимова, Гульчиря Исламгалеевна, Бузовьязовский избирательный округ № 94, Бузовьязовский район
- Халиков, Вафа Мингазович, Ишлинский избирательный округ № 95, Бузовьязовский район
- Хасанова, Карима Хайретдиновна, Пугачевский избирательный округ № 72, Федоровский район
- Хасанов, Мазит Газизович, Мустафинский избирательный округ № 136, Бакалинский район
- Хафизова, Дания Хафизовна, Верхне-Яркеевский избирательный округ № 140, Илишевский район
- Хрущёв, Никита Сергеевич, Горьковский избирательный округ № 23, г. Черниковск
- Хужин, Шагит Хужинович, Леузинский избирательный округ № 210, Кигинский район
- Хуснутдинов, Багау Саляхович, Андреевский избирательный округ № 139, Илишевский район
- Черепенин, Андрей Григорьевич, Благовещенский городской избирательный округ № 193, Благовещенский район
- Чувашов, Александр Гаврилович, Тульгузбашевский избирательный округ № 178, Аскинский район
- Чуева, Анна Николаевна, Отрадинский избирательный округ № 65, Куюргазинский район
- Чуманов, Петр Григорьевич, Усень-Ивановский избирательный округ № 125, Белебеевский район
- Чурсин, Кузьма Гаврилович, Шафрановский избирательный округ № 110, Альшеевский район
- Шайдуллин, Сайфулла Шайдуллинович, Нуримановский избирательный округ № 189, Нуримановский район
- Шаймарданова, Муслима Мустафиновна, Первомайский избирательный округ № 24, г. Черниковск
- Шамсутдинова, Зайнаб Имамутдиновна, Насибашевский избирательный округ № 201, Салаватский район
- Яковлев, Дмитрий Иванович, Зилаирский избирательный округ № 57, Зилаирский район
- Янбухтина, Зайнаб Мухаметовна, Кушнаренковский избирательный округ № 154, Кушнаренковский район
- Якупова, Гафифа Ибрагимовна, Заводской избирательный округ № 37, г. Белорецк
- Шангареев, Хаким Шангареевич, Нижне-Карышевский избирательный округ № 181, Балтачевский район
- Шарафутдинов, Гафур Шарафутдинович, Искандеровский избирательный округ № 106, Давлекановский район
- Шлюхин, Николай Матвеевич, Центральный избирательный округ № 31 г. Ишимбая
- Чувашов, Александр Гаврилович, Тульгузбашевский избирательный округ
- Яковлева, Клавдия Яковлевна, Николо-Березовский избирательный округ № 167, Краснокамский район